# Anne Stine Ingstad
Anne Stine Ingstad (ur. 11 lutego 1918 w Lillehammer, zm. 6 listopada 1997 w Oslo) – norweska badaczka, która wraz z mężem Helge Ingstadem, odkryła w 1960 roku wikińską osadę L’Anse aux Meadows na Nowej Fundlandii.

## Życiorys
Anne Stine Moe urodziła się i dorastała w Lillehammer w Norwegii. Jej rodzicami byli Eilif Moe i Louise Augusta Bauck Lindeman. Miała również brata Ole Henrika Moe’a, który został historykiem sztuki i pianistą. Ona sama lubiła książki Helge Ingstada, więc pisała do niego listy. W połowie lat 30. poznała go na Svalbardzie, gdzie pełnił funkcję gubernatora. W 1941 roku pobrali się i po kilku latach zamieszkali w pobliżu Oslo, gdzie Helge wybudował dom. Doczekali się jednego dziecka – córki Benedicte, która została profesorem antropologii.
W latach 50. Anne Stine rozpoczęła studia archeologiczne na Uniwersytecie w Oslo. Po ich zakończeniu wyjechała wraz z mężem na Grenlandię, by badać nordyckie osiedla, a następnie do Kanady w poszukiwaniu wspomnianej w sagach Winlandii. W 1960 roku wspólnie z mężem odkryła na Nowej Fundlandii pozostałości wikińskiej osady L’Anse aux Meadows. W latach 1961–1968 kierowała międzynarodowym zespołem archeologów ze Szwecji, Islandii, Kanady, USA i Norwegii badających osadę. Wykopaliska ujawniły, że pochodzi ona z początku XI wieku, co tym samym potwierdziło teorię o tym, iż wikingowie docierali do północno-wschodnich wybrzeży Ameryki na długo przed wyprawą Krzysztofa Kolumba. W 1978 roku UNESCO wpisało osadę na listę światowego dziedzictwa ludzkości.
W latach 70. badaczka zajmowała się tkaninami odkrytymi w Kaupang i Osebergu. Zmarła 6 listopada 1997 roku w wieku 79 lat.
W 1969 roku za swoją pracę otrzymała tytuł doktora honoris causa Memorial University of Newfoundland, a w 1992 roku przyznano jej honorowy doktorat Uniwersytetu Bergen. Otrzymała również Order Świętego Olafa i członkostwo w Norweskiej Akademii Nauki.